# Campeonato Mundial de Natação em Piscina Curta de 2012 - 50 m costas feminino
A prova dos 50 metros nado costas feminino do Campeonato Mundial de Natação em Piscina Curta de 2012 foi disputado entre 15 e 16 de dezembro em Istambul  na Turquia.

## Recordes
Antes desta competição, os recordes mundiais e do campeonato nesta prova eram os seguintes:
|    | Nome            | Nacionalidade | Tempo | Local    | Data                   |
| -- | --------------- | ------------- | ----- | -------- | ---------------------- |
| WR | Sanja Jovanović | Croácia       | 25.70 | Istambul | 12 de dezembro de 2009 |
| CR | Zhao Jing       | China         | 26.27 | Dubai    | 19 de dezembro de 2010 |

## Medalhistas
| Ouro            | Prata                | Bronze                     |
| Zhao Jing (CHN) | Olivia Smoliga (USA) | Aleksandra Urbanczyk (POL) |

## Resultados

### Eliminatórias
As eliminatórias ocorreram dia 15 de dezembro.  
| Colocação | Bateria | Raia | Nome                            | Tempo | Notas |
| --------- | ------- | ---- | ------------------------------- | ----- | ----- |
| 1         | 1       | 7    | Zhao Jing (CHN)                 | 26.69 | Q     |
| 2         | 1       | 6    | Olivia Smoliga (USA)            | 26.75 | Q, NR |
| 3         | 7       | 4    | Rachel Goh (AUS)                | 26.86 | Q     |
| 4         | 5       | 5    | Aleksandra Urbanczyk (POL)      | 26.95 | Q     |
| 5         | 6       | 4    | Simona Baumrtová (CZE)          | 27.01 | Q     |
| 6         | 7       | 5    | Georgia Davies (GBR)            | 27.07 | Q     |
| 7         | 7       | 6    | Grace Loh (AUS)                 | 27.21 | Q     |
| 8         | 1       | 3    | Elizabeth Simmonds (GBR)        | 27.27 | Q     |
| 9         | 6       | 5    | Etiene Medeiros (BRA)           | 27.30 | Q     |
| 10        | 7       | 3    | Arianna Barbieri (ITA)          | 27.31 | Q     |
| 11        | 6       | 3    | Mie Nielsen (DEN)               | 27.36 | Q     |
| 12        | 7       | 2    | Zhou Yanxin (CHN)               | 27.45 | Q     |
| 13        | 5       | 4    | Sanja Jovanović (CRO)           | 27.48 | Q     |
| 14        | 5       | 9    | Carolina Colorado Henao (COL)   | 27.51 | Q, NR |
| 15        | 6       | 2    | Fabíola Molina (BRA)            | 27.52 | Q     |
| 16        | 6       | 6    | Kira Toussaint (NED)            | 27.56 | Q     |
| 17        | 5       | 3    | Noriko Inada (JPN)              | 27.62 |       |
| 18        | 7       | 1    | Duane Da Rocha (ESP)            | 27.76 |       |
| 19        | 6       | 8    | Gizem Çam (TUR)                 | 27.82 | NR    |
| 20        | 5       | 1    | Jessica Ashley-Cooper (RSA)     | 27.84 |       |
| 21        | 4       | 5    | Megan Romano (USA)              | 27.94 |       |
| 22        | 5       | 2    | Fabienne Nadarajah (AUT)        | 28.13 |       |
| 23        | 7       | 7    | Fernanda González (MEX)         | 28.29 |       |
| 24        | 5       | 7    | Polina Lapshina (RUS)           | 28.45 |       |
| 25        | 6       | 0    | Evelyn Verrasztó (HUN)          | 28.47 |       |
| 26        | 5       | 6    | Michelle Coleman (SWE)          | 28.51 |       |
| 26        | 5       | 0    | Birita Debes (FRO)              | 28.51 | NR    |
| 28        | 6       | 1    | Hazal Sarıkaya (TUR)            | 28.58 |       |
| 29        | 7       | 0    | Lynette Ng (SIN)                | 28.74 |       |
| 30        | 1       | 5    | Yekaterina Rudenko (KAZ)        | 29.00 |       |
| 31        | 7       | 9    | Sarah Rolko (LUX)               | 29.08 |       |
| 32        | 4       | 3    | Marie Kamimura (JPN)            | 29.16 |       |
| 33        | 6       | 7    | Theodora Drakou (GRE)           | 29.22 |       |
| 34        | 4       | 4    | Kätlin Sepp (EST)               | 29.43 |       |
| 35        | 4       | 2    | Araya Wongvat (THA)             | 29.47 |       |
| 36        | 4       | 6    | Vong Erica Man Wai (MAC)        | 29.53 |       |
| 37        | 4       | 7    | Caroline Pickering Puamau (FIJ) | 29.55 |       |
| 38        | 5       | 8    | Nguyen Thi Anh Vien (VIE)       | 29.68 |       |
| 39        | 3       | 5    | Mónica Ramírez (AND)            | 30.54 |       |
| 40        | 3       | 4    | Jade Howard (ZAM)               | 30.64 |       |
| 41        | 4       | 9    | Dalia Tórrez Zamora (NCA)       | 30.88 |       |
| 42        | 4       | 0    | Anahit Barseghyan (ARM)         | 30.93 |       |
| 43        | 4       | 1    | Kuan Weng I (MAC)               | 31.01 |       |
| 44        | 3       | 6    | Field Anita Zahra (KEN)         | 31.04 | NR    |
| 45        | 3       | 8    | Naomi Ruele (BOT)               | 31.22 |       |
| 46        | 4       | 8    | Yessy Yosaputra (INA)           | 31.29 |       |
| 47        | 3       | 3    | Lanoe Talisa Erwan (KEN)        | 31.32 |       |
| 48        | 3       | 2    | Kiran Khan (PAK)                | 31.89 | NR    |
| 49        | 3       | 7    | Nur Hamizah Ahmad (BRU)         | 32.02 |       |
| 50        | 3       | 1    | Tegan McCarthy (PNG)            | 32.27 |       |
| 51        | 2       | 8    | Estellah Fils Rabetsara (MAD)   | 32.51 |       |
| 52        | 2       | 9    | K. Zin Win (MYA)                | 33.20 |       |
| 53        | 2       | 3    | Patricia Cani (ALB)             | 33.52 |       |
| 54        | 3       | 9    | Monica Saili (SAM)              | 33.64 |       |
| 55        | 3       | 0    | Ann-Marie Hepler (MHL)          | 34.97 |       |
| 56        | 2       | 5    | Mahnoor Maqsood (PAK)           | 36.77 |       |
| 57        | 2       | 7    | Roylin Melatik Akiwo (PLW)      | 37.33 |       |
| 58        | 2       | 6    | Shne Joachim (VIN)              | 37.74 |       |
| 59        | 2       | 2    | Angela Kendrick (MHL)           | 38.02 |       |
| 60        | 2       | 1    | Sara Al Flaij (BHR)             | 40.94 |       |
| 61        | 2       | 0    | Mariam Foum (TAN)               | DSQ   |       |
| 62        | 1       | 2    | E. Torrellas Valecillos (VEN)   | DNS   |       |
| 62        | 1       | 4    | Jeserik Pinto (VEN)             | DNS   |       |
| 62        | 2       | 4    | Ophelia Swayne (GHA)            | DNS   |       |
| 62        | 6       | 9    | Karin Prinsloo (RSA)            | DNS   |       |
| 62        | 7       | 8    | Chantal van Landeghem (CAN)     | DNS   |       |

### Semifinal
A semifinal  ocorreu dia 15 de dezembro. 
| Colocação | Bateria | Raia | Nome                    | Nacionalidade  | Tempo | Notas |
| --------- | ------- | ---- | ----------------------- | -------------- | ----- | ----- |
| 1         | 2       | 4    | Zhao Jing               | China          | 26.11 | Q, CR |
| 2         | 1       | 5    | Aleksandra Urbanczyk    | Polónia        | 26.56 | Q, NR |
| 3         | 1       | 4    | Olivia Smoliga          | Estados Unidos | 26.57 | Q, NR |
| 4         | 2       | 3    | Simona Baumrtová        | Chéquia        | 26.68 | Q, NR |
| 5         | 1       | 3    | Georgia Davies          | Grã-Bretanha   | 26.84 | Q, NR |
| 6         | 2       | 6    | Grace Loh               | Austrália      | 26.85 | Q     |
| 7         | 2       | 5    | Rachel Goh              | Austrália      | 26.95 | Q     |
| 8         | 2       | 8    | Fabíola Molina          | Brasil         | 27.01 | Q     |
| 9         | 2       | 7    | Mie Nielsen             | Dinamarca      | 27.07 | NR    |
| 10        | 2       | 2    | Etiene Medeiros         | Brasil         | 27.13 |       |
| 11        | 1       | 6    | Elizabeth Simmonds      | Grã-Bretanha   | 27.28 |       |
| 12        | 2       | 1    | Sanja Jovanović         | Croácia        | 27.31 |       |
| 13        | 1       | 7    | Zhou Yanxin             | China          | 27.38 |       |
| 14        | 1       | 2    | Arianna Barbieri        | Itália         | 27.42 |       |
| 15        | 1       | 1    | Carolina Colorado Henao | Colômbia       | 27.45 | NR    |
| 16        | 1       | 8    | Kira Toussaint          | Países Baixos  | 27.61 |       |

### Final
A final teve sua disputa realizada em 16 de dezembro. 
| Colocação         | Raia | Nome                 | Nacionalidade  | Tempo | Notas |
| ----------------- | ---- | -------------------- | -------------- | ----- | ----- |
| Medalha de ouro   | 4    | Zhao Jing            | China          | 25.95 | CR    |
| Medalha de prata  | 3    | Olivia Smoliga       | Estados Unidos | 26.13 | NR    |
| Medalha de bronze | 5    | Aleksandra Urbanczyk | Polónia        | 26.50 | NR    |
| 4                 | 2    | Georgia Davies       | Reino Unido    | 26.56 | NR    |
| 5                 | 6    | Simona Baumrtová     | Chéquia        | 26.61 | NR    |
| 6                 | 1    | Rachel Goh           | Austrália      | 26.91 |       |
| 7                 | 8    | Fabíola Molina       | Brasil         | 26.97 |       |
| 8                 | 7    | Grace Loh            | Austrália      | 27.45 |       |

Legenda
| Recorde mundial       | Recorde mundial (World record)               |                       | Recorde africano                      | Recorde africano (African) |                                           | Q | Classificado por posição (Qualified) |
| Recorde do campeonato | Recorde do campeonato (Championship record)  | Recorde da América    | Recorde da América (Americas)         | q                          | Classificado por melhor tempo (Qualified) |   |                                      |
| Melhor marca do ano   | Melhor marca do ano (World leading)          | Recorde asiático      | Recorde asiático (Asian)              | DNS                        | Não largou (Did not start)                |   |                                      |
| Recorde nacional      | Recorde nacional (National record)           | Recorde europeu       | Recorde europeu (European)            | DNF                        | Não terminou (Did not finish)             |   |                                      |
| Recorde pessoal       | Recorde pessoal do atleta (Personal best)    | Recorde da Oceania    | Recorde da Oceania (Oceania)          | DSQ / DQ                   | Desclassificado (Disqualified)            |   |                                      |
| Recorde da temporada  | Recorde da temporada do atleta (Season best) | Recorde sul-americano | Recorde sul-americano (South America) | NM                         | Sem marca (No mark)                       |   |                                      |